# Dorcasina
Dorcasina är ett släkte av skalbaggar. Dorcasina ingår i familjen långhorningar.
Kladogram enligt Catalogue of Life:
| Dorcasina | \| \| Dorcasina grossa \| \| \| \| \| \| Dorcasina matthewsii \| \| \| \| |
|           | \| \| Dorcasina grossa \| \| \| \| \| \| Dorcasina matthewsii \| \| \| \| |
|           | Dorcasina grossa                                                          |
|           |                                                                           |
|           | Dorcasina matthewsii                                                      |
|           |                                                                           |